# Witte Boek van Sarnen

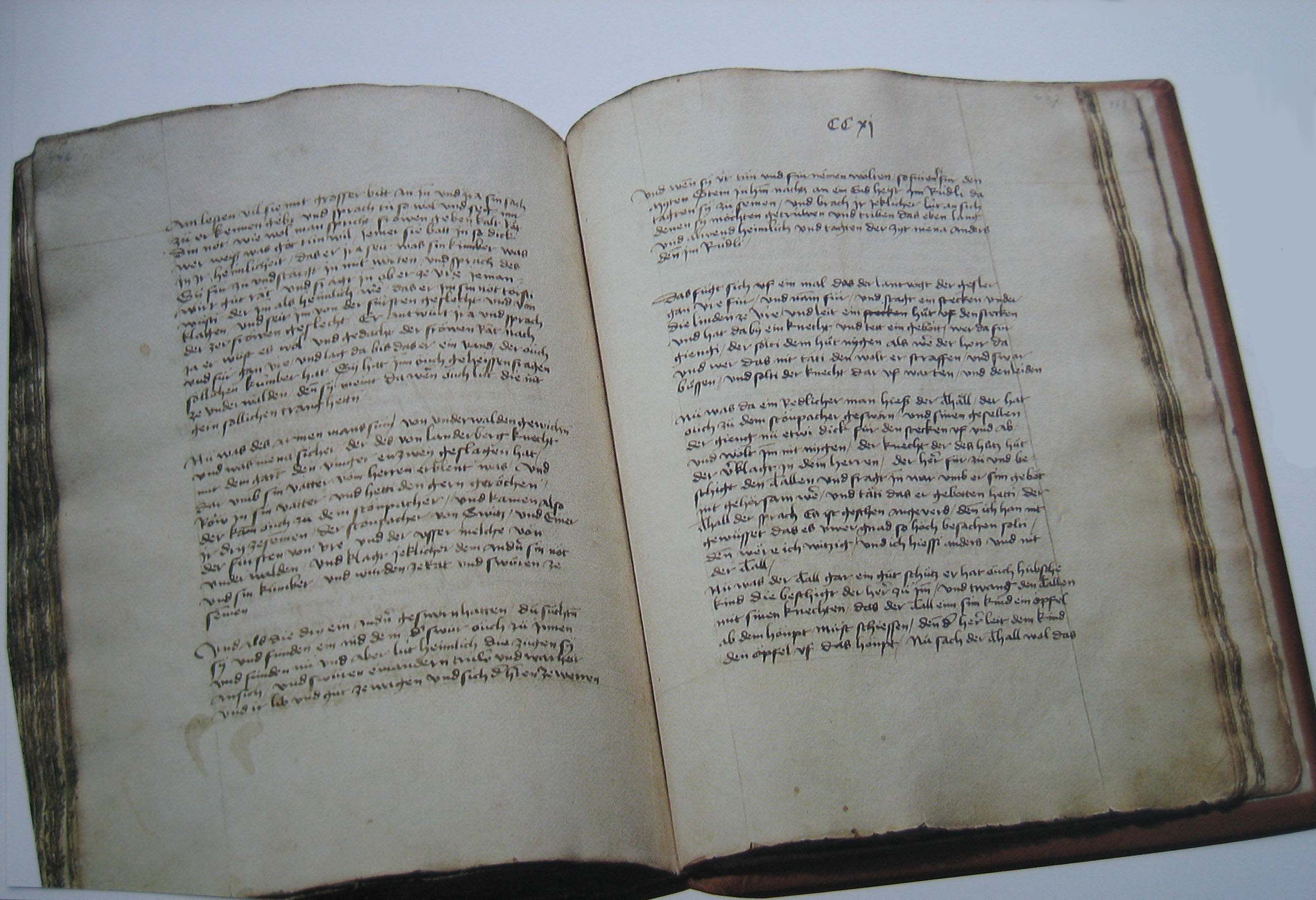
Het Witte Boek van Sarnen.

Het Witte Boek van Sarnen is een historisch document uit 1470 dat manuscripten bevat over de eerste Zwitserse geconfedereerden.

## Beschrijving
Het boek is het oudste document met verwijzingen naar de stichtingsmythes van Zwitserland, zoals het verhaal van Willem Tell, de revolte van de Woudkantons (waarbij de kastelen van Zwing-Uri, Schwanau, Landenberg en Rotzberg werden verwoest), en de Eed van Rütli (Rütlischwur). Het Witte Boek van Sarnen wordt bewaard in de Kantonale Archieven van Sarnen, in het kanton Obwalden.
- Gemeinsame Normdatei: 4336856-6